# Indigofera nummulariifolia
Indigofera nummulariifolia är en ärtväxtart som först beskrevs av Carl von Linné, och fick sitt nu gällande namn av Arthur Hugh Garfit Alston. Indigofera nummulariifolia ingår i släktet indigosläktet, och familjen ärtväxter. Inga underarter finns listade i Catalogue of Life.